# Monster truck

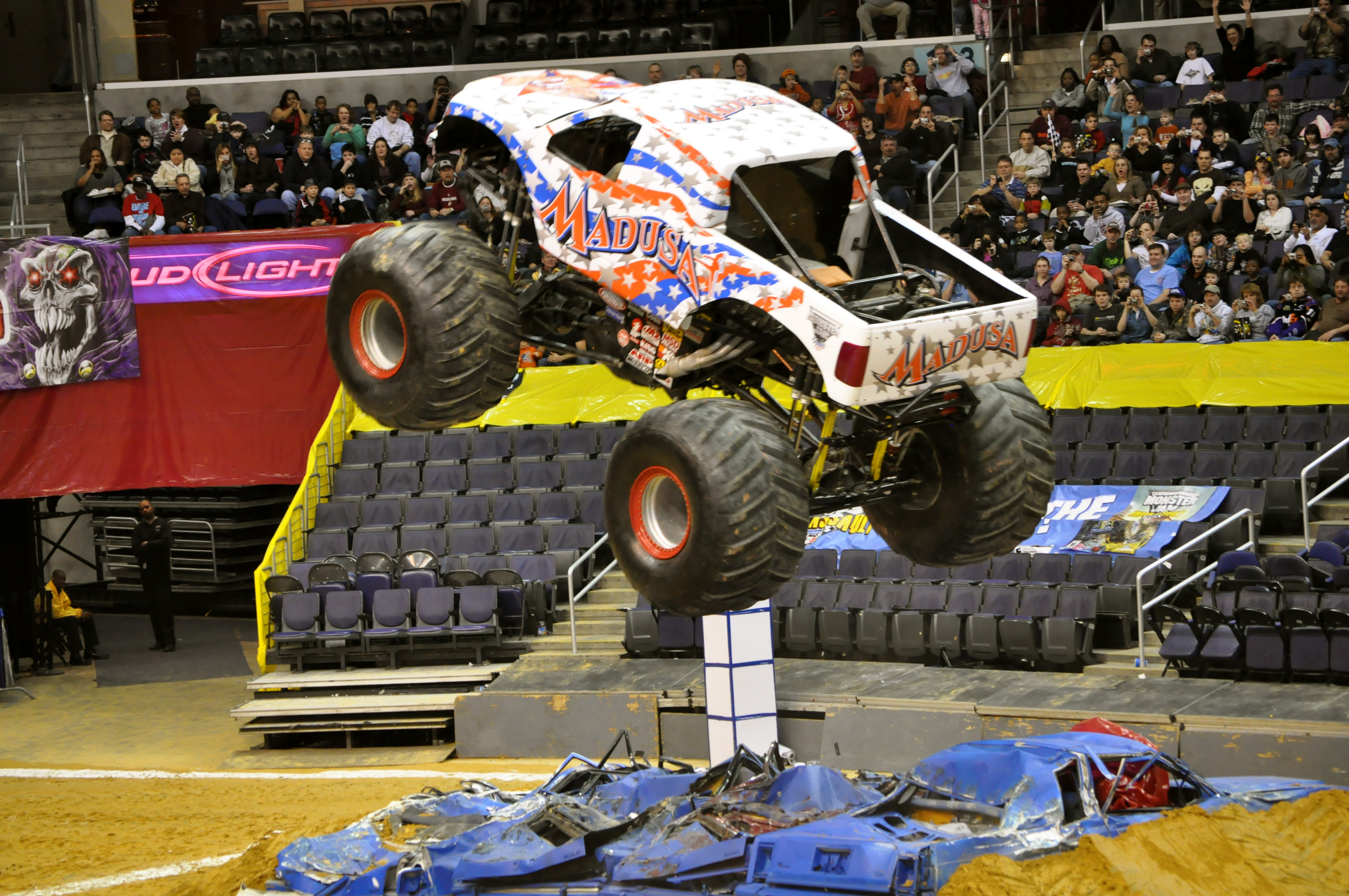
Monster truck Madusa na show

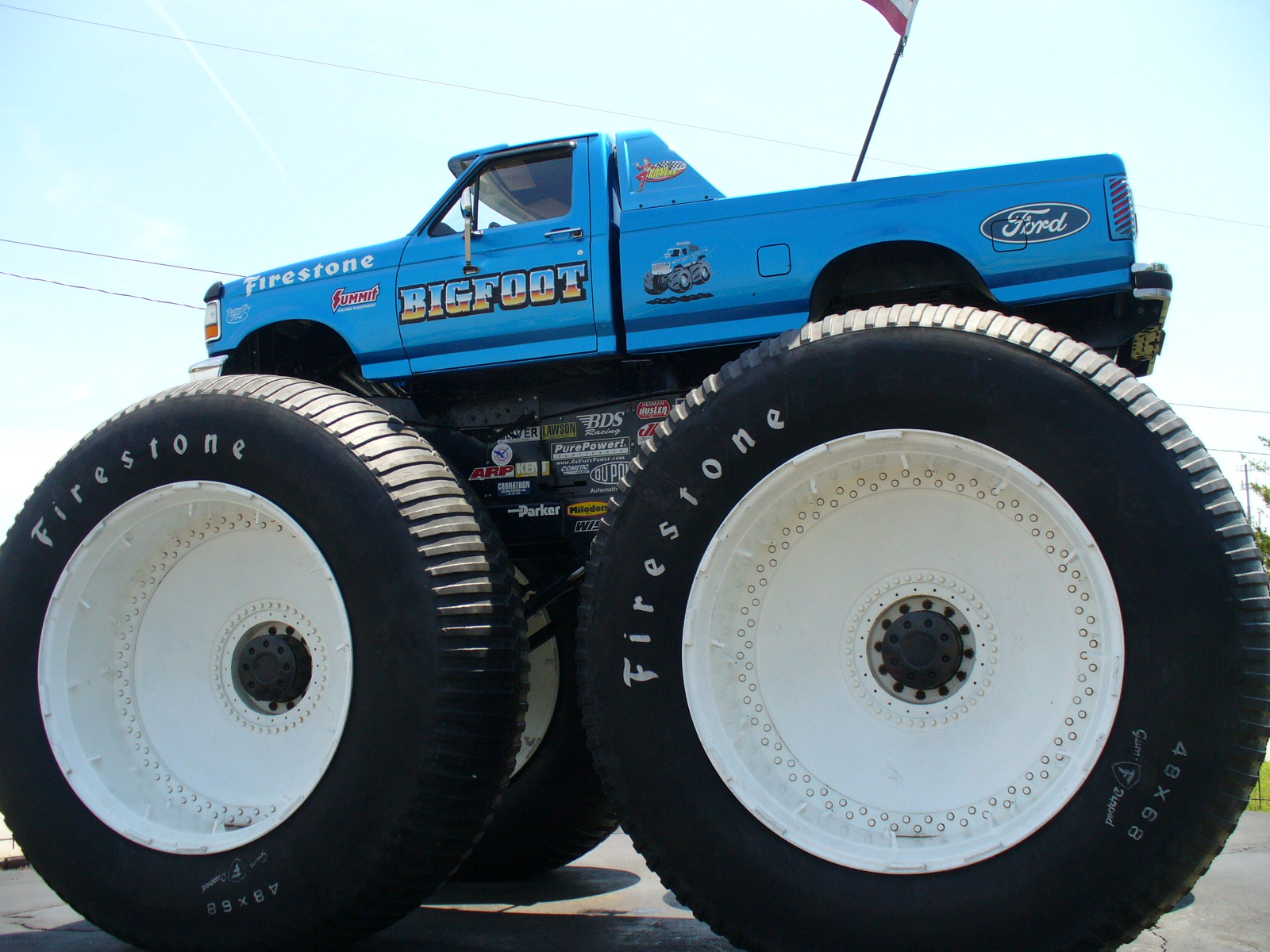
Bigfoot 5 byl největším Monster truckem (1986)

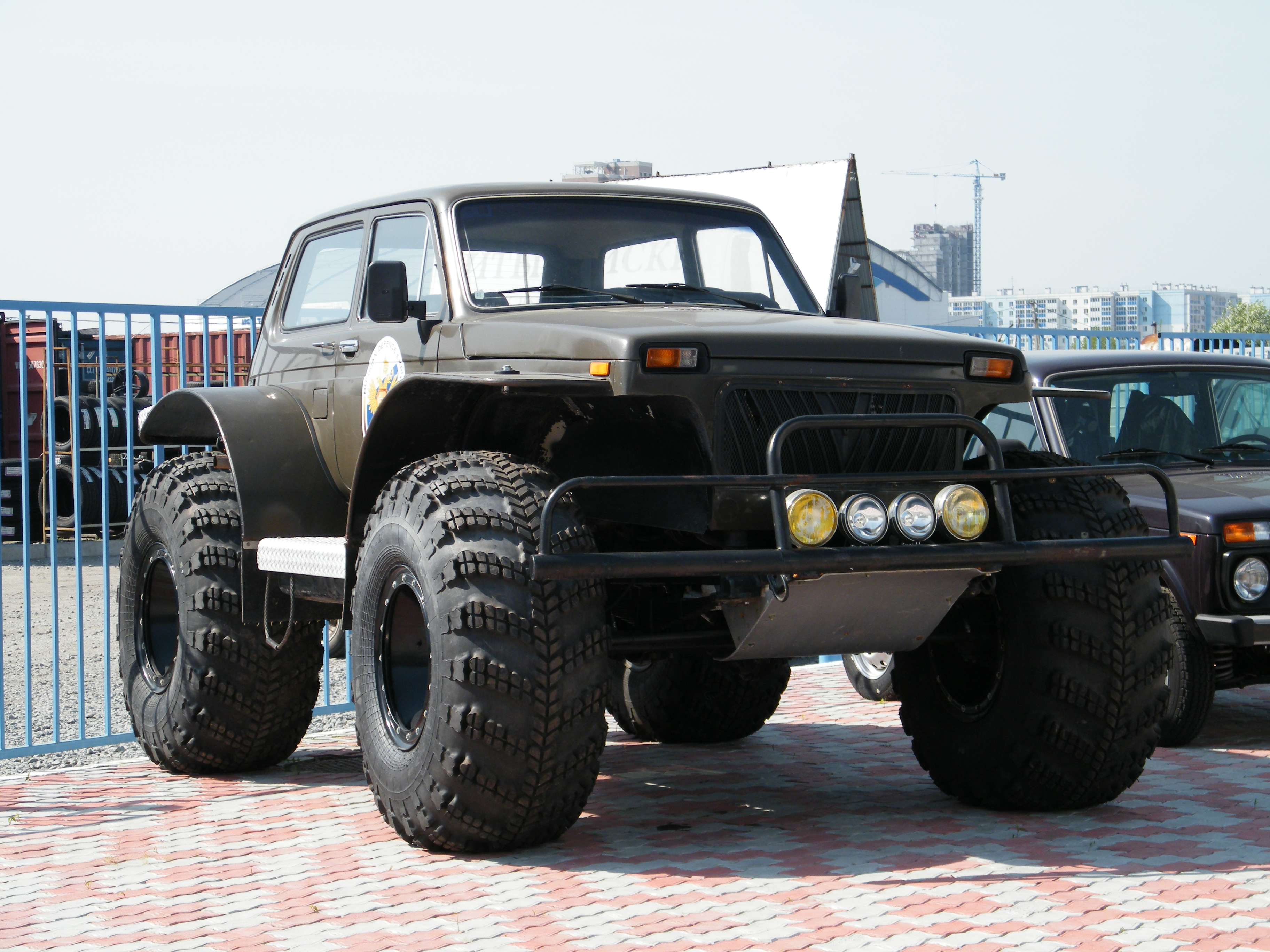
Lada 4x4 Bronto Marš-1 (od 1996)

Monster truck [monstrtrak] je vozidlo s velkými koly a odpružením. Většinou jsou to upravené automobily (často karoserie typu pick-up), příležitostně i nově postavené. Jsou využívány do drsného terénu a k automobilovým závodům a show populárním zejména v USA, Evropě, ale i jinde po světě. Monster trucky závodí v arénách na tratích s různými překážkami a skoky, přejíždí či přeskakují přes vyřazené osobní automobily, apod.